# Masakazu Tamura
Masakazu Tamura (jap. 田村　正和, Masakazu Tamura; * 1. August 1943 in Kyōto; † 3. April 2021 in Tokio) war ein japanischer Schauspieler. Seit Beginn der 1960er Jahre war er in mehr als 60 Film- und Fernsehproduktionen zu sehen.

## Karriere
Tamura war der Sohn des japanischen Schauspielers Tsumasaburō Bandō (1901–1953), der seit den frühen Tagen des Stummfilms zu den populärsten Samurai-Darstellern des Landes gehörte und später eine eigene Studioproduktion aufbaute. Seine jüngeren Brüder, so beispielsweise Ryō Tamura (* 1946), sind ebenfalls als Schauspieler tätig.
Größere Popularität erlangte Tamura durch zwei Fernsehserien, einmal die Dramaserie Nemuri Kyoshirō manji giri (1969) und zum anderen Furuhata Ninzaburō (ab 1999).
Tamura wurde 2009 beim Festival de Télévision de Monte-Carlo für seine Arbeit in Ah, You’re Really Gone Now in der Kategorie „Bester Schauspieler“ ausgezeichnet.
Er starb am 3. April 2021 an akuter Herzschwäche in einem Krankenhaus in Tokio.

## Filmografie (Auswahl)
- 1961: Eine unsterbliche Liebe (Eien no hito)
- 1967: Chijin no Ai
- 1967: Die Nacht des Mörders
- 1968: Onna to misoshiro
- 1969: Samurai Banners
- 1969:  Kuro bara no yakata
- 1972: Sasori – Grudge Song
- 1993: Kozure Ōkami: Sono Chiisaki Te ni
- 2007: Last love

## Dorama
(Dorama sind japanische Fernsehserien)
- 1972: Nemuri Kyōshirō
- 1994~2006: Furuhata Ninzaburō
- 2009: Ah, You’re Really Gone Now
- 2018: Nemuri Kyôshirô: the Final